# Fair and Worm-er
Pour plus de détails, voir Fiche technique et Distribution.
Fair and Worm-er est un court métrage d'animation américain de la série des Merrie Melodies réalisé par Chuck Jones, sorti en  1946 . 